# Digitální knihovna

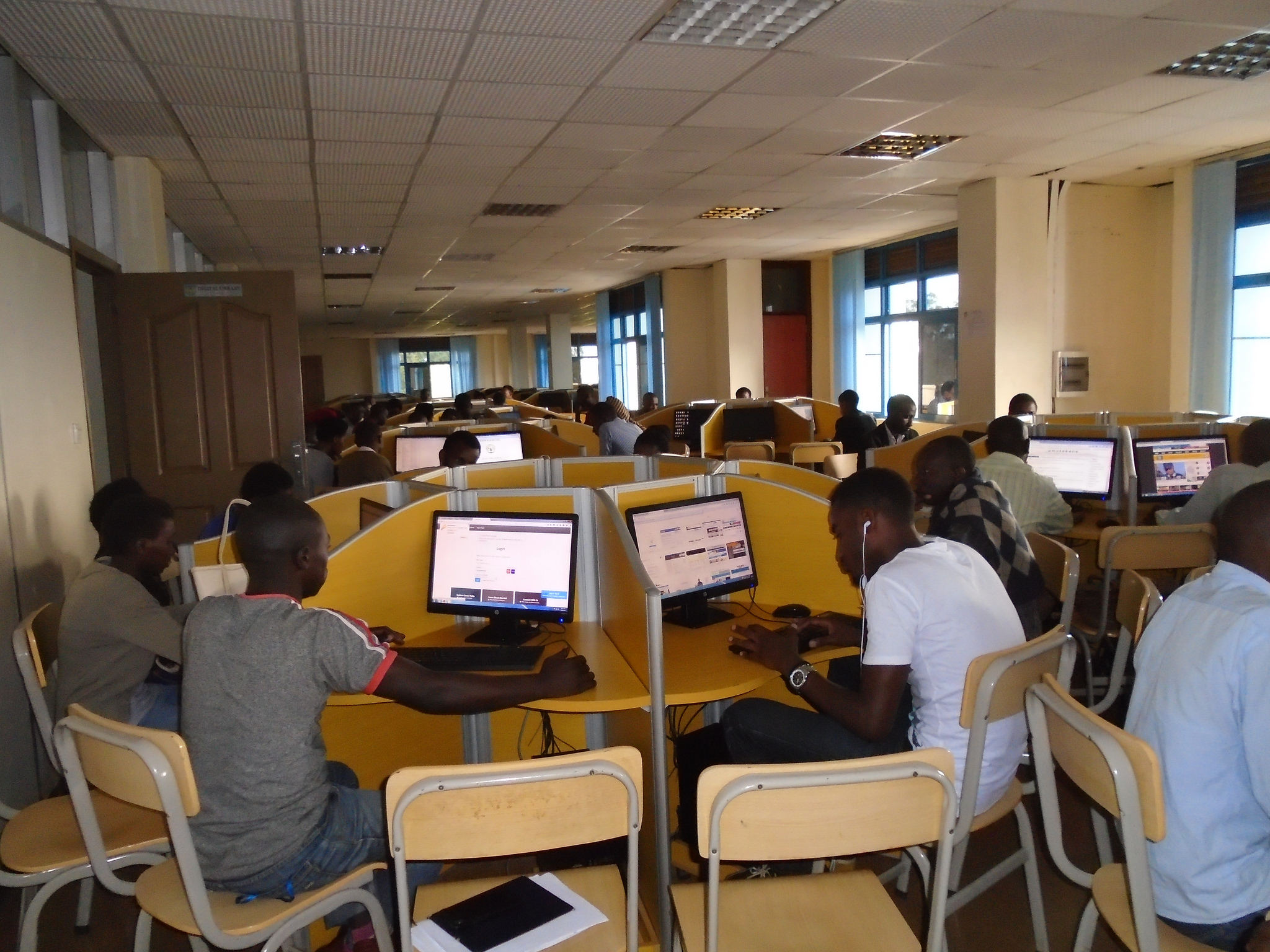
Místnost s digitální knihovnou (Kigali, Rwanda)

Digitální knihovna je digitální obdoba klasické knihovny, která získává, katalogizuje, skladuje a ochraňuje digitální dokumenty v digitálním repozitáři a rovněž je zpřístupňuje.
Objekty vstupující do digitální knihovny mohou vzniknout přímo jako digitální objekty nebo jsou získávány digitalizací klasických dokumentů (například pomocí metody OCR).
Z mnoha definic vyvozuje Bartošek následující společné znaky digitálních knihoven:
- organizace sbírky digitálních dokumentů
- přesah mezi fyzickými subjekty (digitální knihovna může např. fyzicky sídlit na zařízeních umístěných v několika institucích)
- technologie, které propojují rozdílné komponenty - toto propojení musí být pro uživatele transparentní
- jednotný přístup k digitálnímu objektům bez ohledu na jejich formát, způsob uložení ap.